# Олімпо
«Олімпо» — іспанський спортивно-підлітковий драматичний вебсеріал, в жанрі драми, детективу та спорту. Прем'єра першого сезону відбулася 20 червня 2025 року.

## Сюжет
Дії серіалу відбуваються у спортивному центрі високих досягнень Пірінеос, вигаданій елітній тренувальній школі, де навчаються найперспективніші молоді спортсмени Іспанії та готуються до Олімпіади. Усі юні хлопці та дівчата, захоплені спортом, які готові вкладати сили у майбутню кар'єру, з часом опиняються в ЦВД Пірінеос (CAR Pirineos). Під час навчання та тренувань учні змагаються за престижні та вигідні спонсорські угоди зі світовим модним брендом Олімпо (Olympo) та прагнуть довести, що вони найкращі в своєму виді спорту. 
Керівництво ЦВД Пірінеос влаштовує суворий відбір та  натомість спортсмени отримують можливість тренуватися під керівництвом досвідчених наставників, які допомагають розвивати фізичні якості, тактичні навички та психологічну стійкість. Серед них виділяється Амая, капітан національної збірної з синхронного плавання, відома своїм перфекціонізмом і безкомпромісним підходом до тренувань. Вона вимоглива до себе і своїх товаришів по команді, неухильно рухаючись до наміченої перемоги на світових змаганнях. Так було, поки неочікувано її не перевершила найкраща подруга Нурія, яка втрачає свідомість під час тренування, після чого Амая починає з'ясовувати, яка справжня ціна спортивного тріумфу.
Серіал показує реальне життя спортсмена та всі ризики, через які йому доводиться пройти, аби досягти спортивного Олімпу, пожертва дружбою та власними почуттями.

## Виробництво
Зйомки серіалу офіційно розпочалися 23 липня 2024 року, одночасно з оголошенням основного акторського складу. Перший трейлер серіалу вийшов 29 квітня 2025 року.

## Акторський склад
- Клара Галле  — Амайя Олаберрія, досвідченої плавчині;
- Ніра Осахія — Зої Морал, семиборка та новенька в ЦВД, яка має таємницю;
- Агустін Делла Корте  — Роке Перес, регбіст - гей;
- Нуно Гальєго — Крістіан Делаллаве, хлопець Амаї та член команди з регбі;
- Марія Романільос — Нурія Борхес, найкраща подруга, партнерка по дуету, а пізніше суперниця Амаї;
- Енді Дуато — Рената Агілера, семиборка;
- Найва Хліва — Фатіма Амазян, член команди з синхронного плавання;
- Хуан Пералес  — Себас Сенгор, заможний та конфліктний член команди з регбі;
- Марті Кордеро — Чарлі Лаго, регбіст і найкращий друг Себаса;
- Хесус Рубіо — Ікер Делаллаве, успішний старший брат Крістіана;
- Меліна Меттьюз — Яни Кастро, скаутка, яка працює в «Олімпо», та колишня олімпійська медалістка, що тренувалася в ЦВД;
- Ніколас Фуртадо — Уго Тейшейра, скаут що працює на «Олімпо»;
- Хуан Лопес-Тагле — Якобо Фуентес, тренер команди з семиборства;
- Лаура Убах — Літтл;
- Олександра Прохорова — Світлана Ромінова, тренерка команди з синхронного плавання;
- Маріо де ла Роса — Хав'єр Монтес, тренер команди з регбі;
- Нерея Мазо — Клаудія Тур;
- Серхі Мозо — Круз;
- Вісента Ндонго — Ізабель Дуран, директорка Піринейського центру високої продуктивності;
- Мара Лазаро — Яйза Компес, найкраща подруга Зої;
- Лора Морей — Дженніфер Піни, велосипедистка в ЦВД, яка має зв'язок із Зої.

## Український дубляж
- Зої — Єлизавета Зіновенко
- Амая — Єлизавета Мастаєва
- Нурія — Галина Дубок
- Крістіан — Кирило Татарченко
- Роке — Володимир Гурін
- Чарлі — Вячеслав Хостікоєв
- Себас — Максим Самчик
- Дженніфер — Вікторія Левченко
- Йоланда — Олена Бліннікова
- Рената — Ольга Гриськова
- Уґо — Дмитро Терещук

Додатковий акторський склад: Анна Артем'єва, Катерина Буцька, Лесь Гімбаржевський, Сергій Гутько, Наталія Задніпровська, Марина Клодницька, Богдан Крепак, Марина Локтіонова, Євгеній Лісничий, Юлія Малахова, Данило Марійко, Тамара Морозова, Дарина Муращенко, Наталія Надірадзе, Євген Пашин, Іван Подхалюзін, Владислав Пупков, Тетяна Руда, Максим Самчик, Анна Сєдова, Діана Семенюк, Володимир Терещук, Олександр Шевчук, Валерія Антонова, Владислав Ромашко, Андрій Вільколек, Ростислав Фоменко, Наталія Калюжна.
Серіал дубльовано студією «Так Треба Продакшн» на замовлення компанії «Netflix» у 2025 році.
Режисер дубляжу: Олена Бліннікова
Перекладач: Юлія Почінок
Спеціаліст зі зведення звуку: Дмитро Скриль (сезон 1, серії 1, 5-6), Ігор Грищенко (сезон 1, серії 2-3), Юрій Гелун (сезон 1, серії 4, 7-8)
Менеджер проекту: Наталя Філіппова

## Епізоди

### Сезон 1 (2025)
| Серія | Назва                                                            | Режисер        | Написано               | Дата оригінального випуску |
| ----- | ---------------------------------------------------------------- | -------------- | ---------------------- | -------------------------- |
| 1     | «Esto no es nivel olímpico» «Не на олімпійському рівені»         | Марсал Форес   | Ян Метью               | 20 червня 2025 року        |
| 2     | «Llorar o ganar» «Плакати чи перемагати»                         | Марсал Форес   | Лайя Фогет             | 20 червня 2025 року        |
| 3     | «Otra vez no» «Тільки не знову»                                  | Даніель Бароне | Лайя Фогет             | 20 червня 2025 року        |
| 4     | «Es mejor que te detengas aquí» «Краще зупинися»                 | Даніель Бароне | Ян Метью               | 20 червня 2025 року        |
| 5     | «A ti no se te puede decir nada» «До тебе не достукатися»        | Ібаї Абад      | Лайя Фогет та Ян Матеу | 20 червня 2025 року        |
| 6     | «Siempre has sido mi favorita» «Ти завжди була моєю улюбленицею» | Ібаї Абад      | Альба Лусіо            | 20 червня 2025 року        |
| 7     | «Se llaman tácticas» «Це називається стратегія»                  | Ана Васкес     | Ян Метью               | 20 червня 2025 року        |
| 8     | «Amaia siempre tiene razón» «Амая завжди має рацію»              | Ана Васкес     | Лайя Фогет             | 20 червня 2025 року        |

## Саундтреки

### Сезон 1 (2025)

###### Серія 1
- El Modo – Lúcia Tacchetti
- Perfecto – Black Light Smoke
- Everybody Supports Women – Sofia Isella
- Destroy Everything You Touch – Ladytron
- To You Alone – Tom Rosenthal
- La Fête Noire – Flavien Berger
- Young – CMD / CTRL

###### Серія 2
- Come Alive – Hanni El Khatib
- Subterranean Wombs – Jolly Damper
- Dino – Bilderbuch
- Hola, Corazón – Morreo
- Mientras Tanto – Los Eclipses
- Shouganai – Rubio
- Rockets – Moon City Boys

###### Серія 3
- Sarà Perché Ti Amo (Milan TikTok Edit) – DJ Redblack
- Cicada – La Luz
- Feo, Fuerte y Formal – Loquillo y Los Trogloditas
- Bang – Melenas
- Laguntasuna Bazen Apurtezina – Verde Prato & Bronquio
- Salvaje – Fuel Fandango

###### Серія 4
- Car Crash – Lab Rat
- Down Like This – Emma Sameth & Bearfar
- Powers In Numbers – CMD / CTRL

###### Серія 5
- Jaguar – Killin’ Cactuz
- Espiral – Gazella
- Bailaré Sobre Tu Tumba – Siniestro Total
- Trigger – Mississippi Twilight
- Convenient Mask – GK Freez
- pirate song – mehro

###### Серія 6
- Do You Dare – Founder & CEO & Belle Doron
- Nail Polish – Mai Lan
- Another Form of Fatigue – Bot’ox feat. Judy Nylon
- Eurofiestón – Las Bistecs
- Rainbow Man – Busy P
- Roll W U – Random Random
- She gon’ Kill Ya – Shelf Lives

###### Серія 7
- Push Off – The Palms
- Goodbye – Apparat feat. Soap&Skin
- Daydreaming – Dark Dark Dark

###### Серія 8
- Big Rush (Instrumental Version) – CMD / CTRL
- Woman – Karen O 7 Danger Mouse
- Awakening – Chincgilla
- Daylight – David Kushner[8]